# IV. Mehmed Giráj krími kán
IV. Mehmed Giráj vagy Szofu Mehmed Giráj (krími tatár: IV Mehmed Geray, ٤ محمد كراى; Sofu Mehmed Geray, صوفى محمد كراى), (1606 – 1674) krími tatár kán.

## Első uralkodása
Mehmed I. Szelamet Giráj kán fia volt. Dzsanibek Giráj uralma alatt magas méltóságot viselt. Miután I. Bahadir kán meghalt Azov 1641-es balsikerű ostroma után, a szultán őt nevezte a Krím kánjává és egyúttal 12 000 dukátot küldött neki egy újabb Azov elleni támadás költségeire. A török csapatokat az egyiptomi pasa vezette, ám ostromra nem került sor, mert a kozákok felgyújtották a várost majd elmenekültek. A törökök újjáépítették és megerősítették az erődöt.
1644-ben az Észak-Kaukázusi cserkeszeknél belső viszálykodás támadt. Az egyik fél, Antonak bég, IV. Mehmedet hívta segítségül akinek tatárjai végigpuszították a másik vezér, Hakasmak bég területeit. Hakasmak Isztambulba menekült és bepanaszolta a tatár kánt. Mehmed Törökországban élő bátyja, Iszlám is a cserkesz bég pártját fogta és végül Ibrahim szultán leváltotta Mehmedet és helyére Iszlámot ültette. Mehmed ezután tíz éven át Rodoszon élt bátyja 1654-es haláláig.

## Második uralkodása

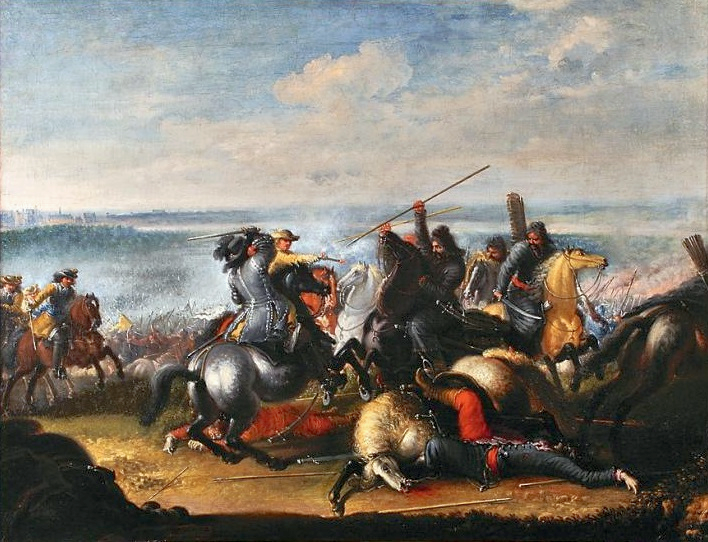
X. Károly Gusztáv küzdelme a tatárokkal a varsói csatában, 1656. július 29-én. Johan Lemke képe (1684).

Iszlám halála után a szultán újból Mehmedet helyezte a Krím élére. Nem sokkal azután, hogy átvette a hatalmat, kitört az északi háború, melyben Lengyelországot szinte minden szomszédja megtámadta. A lengyel király százezer forintot küldött Mehmednek, hogy cserébe támadják meg a Bohdan Hmelnyickij vezette oroszpárti kozákokat. A lengyel-tatár ollóba került kozákok fizettek a krímiek elvonulásáért, majd 1656-ban, miután a török követ megmérgezte Hmelnyickijt, békét kötöttek a lengyelekkel.
1657-ben II. Rákóczi György erdélyi fejedelem a Porta intelme ellenére csatlakozott a lengyelellenes szövetséghez és hadat vezetett Lengyelországba. A szultán parancsára IV. Mehmed kétszázezres hadsereggel indult a lengyelek segítségére és a Czarny Ostrow-i csatában vereséget mért az erdélyi fejedelem hatvanezres hadára, ahol az erdélyi-moldvai-oláh sereg egyharmada ottveszett, egyharmada pedig fogságba esett. A foglyul ejtett erdélyi nemeskért hatalmas váltságdíjat fizettek. Erdély, Moldva és Havasalföld élére új fejedelmet állíttatott a szultán.
1658-ban a lemondatott Rákóczi György visszatért, mire a tatárok feldúlták Erdélyt és kifosztották Gyulafehérvárat. Ötvenezren estek a dúlás áldozatául, melynek kétharmadát megölték, egyharmadát pedig rabszolgának hurcolták el.
Ukrajnában Hmelnyickij halála után Ivan Vihovszkij lett a kozákok hetmanja, akik neki igen kedvező, szinte függetlenséget biztosító  szerződést kötött a lengyelekkel. A poltavai kozákok viszont az oroszok szövetségesei maradtak és megölték Vihovszkij krími kánhoz küldött követét. 1658-ban egy lengyel-tatár sereg elfoglalta és kifosztotta Poltavát, majd a szövetségeseik megsegítésére érkező, Alekszej Trubeckoj herceg vezette oroszokat győzték le a konotopi csatában. Ezután sorra foglalták el az oroszbarát kozákok erődjeit és két héten át pusztították a cár földjeit. Az orosz veszteség mintegy százhúszezer halott és tizenötezer rabszolgának elhurcolt ember volt. A nagy győzelem hírére Isztambulban hétnapos ünnepséget tartottak. IV. Mehmed egy esetleges oroszellenes szövetség ajánlatával követséget küldött XI. Károly svéd királyhoz, de a kölcsönös sérelmek miatt az ajándékcserén kívül több nem történt.
1661-ben a szultán által támogatott Apafi Mihály és Kemény János küzdelme miatt a krími tatárok megint Erdélybe indítottak hatvanezres sereget. Az egyesült török-tatár csapatok végigpusztították Hátszeg környékét és felégették Szászvárost és Szászsebest. A tatárok egészen Szatmárig portyáztak és Domahidán több ezer rabot és jószágot gyűjtöttek össze.
1663-ban kitört a háború a Habsburgok és törökök között. Százezer krími tatár és húszezer kozák dúlta fel Morvaországot és Sziléziát.
1665-ben a szultán újból parancsot adott egy magyarországi hadjáratra. Mehmed a fiát, Ahmedet küldte, míg maga a besszarábiai nogájokra támadt, hogy meghódoltassa őket. Mivel azok formálisan a szultán fennhatósága alá tartoztak, a dühös Mehmed szultán lemondatta IV. Mehmedet káni méltóságáról és Adil Girájt nevezte ki a helyére.
Mehmed Giráj a dagesztáni Komukba vonult vissza, ahol dervisként élt még nyolc éven keresztül. Életében sokat foglalkozott a költészettel, elsősorban vallási és filozófiai témában írt verseket. A szúfizmus iránti érdeklődése miatt kapta a Szúfi (tatárul: Sofu) melléknevet.
1674-ben halt meg, holttestét Bahcsiszerájban temették el.